# Lake Mipia
Der Lake Mipia ist ein See im Südwesten des australischen Bundesstaates Queensland. 
Der See liegt am Mittellauf des Eyre Creek östlich der Simpsonwüste, ca. 110 km nördlich von Birdsville westlich der Eyre Developmental Road.